# Dušan Lojda
Dušan Lojda (* 8. März 1988 in Ivančice) ist ein ehemaliger tschechischer Tennisspieler.

## Karriere
Lojda zeigte auf der Junior Tour vielversprechendes Talent. Er konkurrierte bei allen vier Jugendausgaben der Grand-Slam-Turniere und konnte zum Abschluss seiner Zeit als Junior im Jahr 2006 die US Open im Einzel gewinnen. Im Finale schlug er den Kanadier Peter Polansky. Nach dem Turnier stand er mit Platz 3 auf seinem Karrierehöchstwert.
Im Jahr 2005 zog Lojda unter die besten 1000 der Weltrangliste ein. Ein Jahr später gewann er auf der ITF Future Tour seinen ersten Titel auf der niedrigsten Turnierstufe. Nur ein Jahr später gewann er seinen ersten und bis zu seinem Karriereende einzigen Titel auf er höherdotierten ATP Challenger Tour in Prag, als er zunächst zwei Top-100-Spieler besiegte und im Finale seinen Landsmann Jiří Vaněk schlug. Mit dem Titel zog er erstmals in die Top 300 im Einzel ein, in der er aber über das Jahr hinaus nicht bleiben konnte. In den Jahren von 2008 bis 2015 mit Ausnahme von 2013 war der Tscheche stets mindestens zweimal auf der Future Tour erfolgreich. Auf der Challenger Tour gelang ihm das nicht, 2009 stehen in Banja Luka sein erst zweites Halbfinale sowie kurz drauf in Seoul sein zweites Finale zu Buche. In dieser für ihn erfolgreichsten Zeit stieg er in der Rangliste bis auf Rang 161 im Juli 2010. Ende des Jahres gelang ihm der einzige Einsatz auf der höchsten Turnierebene, als er sich erfolgreich durch drei Qualifikationsrunden kämpfte und an der Hauptrunde der US Open teilnehmen konnte. Dort unterlag er Philipp Petzschner deutlich in drei Sätzen. In den folgenden Jahren blieb er beständig zunächst in den Top 300, später meist in den Top 400 und konnte noch zwei Male in ein Challenger-Halbfinale einziehen, ehe er 2015 seine professionelle Karriere beendete.
Im Doppel konnte Lojda in seiner Karriere sechsmal auf der Challenger Tour das Halbfinale erreichen, einmal – im Jahr 2013 in Brașov – stand er zudem in seinem einzigen Doppel-Finale. Sein Karrierehoch erreichte er 2012 mit Platz 285.

## Erfolge
| Legende (Anzahl der Siege)  |
| Grand Slam                  |
| ATP World Tour Finals       |
| ATP World Tour Masters 1000 |
| ATP World Tour 500          |
| ATP World Tour 250          |
| ATP Challenger Tour (1)     |

### Einzel

#### Turniersiege
| Nr. | Datum        | Turnier | Belag | Finalgegner | Ergebnis        |
| --- | ------------ | ------- | ----- | ----------- | --------------- |
| 1.  | 13. Mai 2007 | Prag    | Sand  | Jiří Vaněk  | 6:73, 6:2, 7:65 |